# Paolo Medini
Paolo Medini (Molinella, 25 gennaio 1837 – Salò, 2 gennaio 1911) è stato un basso italiano che interpretò Ramfis alla prima rappresentazione di Aida al Cairo. Fu dotato di una voce "particolarmente profonda ed efficace soprattutto nei grandi concertati del grand opéra".
Nulla si conosce della sua vita e della sua formazione musicale prima del 26 marzo 1860 quando al teatro alla Scala di Milano veste i panni del gran sacerdote in occasione della prima dell'opera di Achille Peri Giuditta. Nel 1862 interpretò Oroveso in Norma, Zaccaria in Nabucco e Ferrando nel Trovatore. L'anno successivo fu a Lisbona al teatro San Carlo mentre nel 1865 fu Baldassarre ne La favorita di Gaetano Donizetti accanto al mezzosoprano Isabella Galletti Gianoli durante la stagione di carnevale della Scala di Milano. In una lettera di Francesco Maria Piave indirizzata a Giuseppe Verdi si allude ad una relazione amorosa tra Medini e la protagonista. Nello stesso anno fu il cardinale Brogni nella prima italiana de La Juive di Fromental Halévy.
Successivamente si specializzò nei ruoli di basso nelle opere verdiane interpretando Sparafucile nel Rigoletto e Filippo II del Don Carlo. La familiarità acquisita con il repertorio del maestro di Busseto gli permise di essere scelto per il ruolo di Ramfis per la prima assoluta dell'Aida andata in scena il 24 dicembre 1871 nel Teatro chediviale dell'Opera al Cairo.
Nel 1873 fu nel cast del Romeo e Giulietta di Filippo Marchetti a Genova e nel 1874 in quello de I promessi sposi di Errico Petrella.
Nella primavera del 1875 Medini prese parte ad una tournée che lo portò a Parigi, Londra e Vienna per l'esecuzione della Messa da requiem di Verdi. Oltre a Medini, del cast fecero parte anche Teresa Stolz, Maria Waldmann e Angelo Masini. La sua interpretazione venne elogiata dall'autore stesso mentre una replica tenutasi il 10 luglio al teatro Malibran di Venezia riscosse un vastissimo consenso.
Nella sua carriera, Medini non tralasciò anche di cimentarsi in opera straniere, in particolare francesi, come quelle di Giacomo Meyerbeer, Charles Gounod e Friedrich von Flotow. Tra le altre sue interpretazioni più significative furono i ruoli di basso nel Barbiere di Siviglia, nel Gianni di Nisida, ne La contessa d'Amalfi, nel Marion Delorme, nel Vittore Pisani e ne L'ebreo di Giuseppe Apolloni.
La precoce usura della voce lo costrinse ad abbandonare le scene nel 1883 dopo aver interpretato alla Scala di Milano per l'ultima il cardinale Brogni. Ritiratosi nella sua villa di Barbarano, frazione di Salò sul Lago di Garda, qui morì il 2 gennaio 1911.